# Нил Рос
Нилсон „Нил“ Рос (енгл. Neil Ross; Лондон, 31. децембар 1944) је амерички глумац енглеског порекла. Рођен је у Лондону, а сада живи у Лос Анђелесу. Дао је гласове многим ликовима (углавном мање важним) из цртаних филмова и видео игара. Обезбедио је гласове и за неколико играних филмова, а радио је и као водитељ.

## Улоге
| Глумац                     | Улога                               |
| -------------------------- | ----------------------------------- |
| Џи Ај Џо                   | Шипрек/Дасти/Манкиренч/Базер        |
| Спајдермен                 | Зелени Гоблин                       |
| СВОТ мачке                 | Мек Мејнџ                           |
| Трансформерси              | Спрингер/Бонкрашер/Хук/Слег/Сиксшот |
| Џем                        | Хауард Сендс/Хектор Рамирез         |
| Волтрон                    | Кит/Џеф/Пиџ/Чип                     |
| Трансформерси: Филм        | Спрингер/Хук/Бонкрашер/Слег         |
| Повратак у будућност 2     | Биф/водич у музеју                  |
| Гремлини 2                 | водитељ                             |
| Сунђер Боб Коцкалоне: филм | Киклоп                              |
| Сабља и Звездани шерифи    | Бак, Гример                         |